# أميليا جوزفين بور
أميليا جوزفين بور (بالإنجليزية: Amelia Josephine Burr)‏ هي كاتِبة وشاعرة أمريكية، ولدت في 19 نوفمبر 1878، وتوفيت في 15 يونيو 1968.